# Радошево
Радошево (пол. Radoszewo, нім. Reddischau) — село в Польщі, у гміні Пуцьк Пуцького повіту Поморського воєводства.
У 1975-1998 роках село належало до Гданського воєводства.